# Vanilla Ice
Vanilla Ice (echte naam Robert Matthew Van Winkle (Dallas, 31 oktober 1967) is een Amerikaans rapper, muziekproducent, acteur en presentator die begin jaren 90 één grote hit scoorde met het rapnummer Ice Ice Baby.

## Biografie
De in 1990 uitgebrachte single Ice Ice Baby bereikte in veel landen, waaronder Nederland, de nummer 1 positie. In het lied wordt (aanvankelijk zonder toestemming) gebruikgemaakt van een sample van het nummer Under Pressure van Queen en David Bowie. In ijsstadions als Thialf wordt dit vlak voor de start of na een valse start dikwijls gebruikt. Vanilla Ice viel als een van de eerste blanke rappers enorm op. Aanvankelijk vertelde Vanilla Ice het verhaal dat hij was opgegroeid in een ruige achterstandsbuurt vol geweld en criminaliteit. Later bleek dit verhaal volledig verzonnen om de verkoopcijfers op te krikken.
Na zijn succesvolle debuutsingle kwam Play that funky music nog wel in de hitparade, maar daarna werd het stil rondom Vanilla Ice. Een film van zijn hand werd zowel artistiek als commercieel een flop. In 2012 speelde hij mee in de film That's my boy met onder anderen Adam Sandler en Andy Samberg. In 1992 poseerde hij halfnaakt in het boek Sex van zangeres Madonna. In 1994 en 1998 bracht Vanilla Ice een album uit, maar beide albums verkochten niet goed. Ook een album uit 2001 was geen succes.
In 2004 speelde Vanilla Ice in het tweede seizoen van The Surreal Life op de Amerikaanse televisiezender The WB.
Tegenwoordig is hij actief met zijn eigen verbouwserie waarin hij vervallen villa's opknapt met zijn team. "The Vanilla Ice Project".